# Tito Schipa Jr.
Tito Luigi Giovanni Michelangelo Schipa, noto come Tito Schipa Jr. (Lisbona, 18 aprile 1946), è un cantautore, compositore, regista, attore e produttore italiano.
Figlio del celebre tenore Tito Schipa, è stato il primo autore di un'opera rock in Italia, ed uno dei primi al mondo.

## Biografia

### Gli inizi
Nato in Portogallo, trascorre l'infanzia prima negli Stati Uniti, poi a Parigi e infine in Piemonte, ad Alessandria; dal 1955 si trasferisce a Roma, dove effettua gli studi superiori al Liceo Classico e dove ha le prime esperienze artistiche negli ambienti della musica beat.

Tito Schipa junior con Penny Brown nel 1967, in un articolo tratto da "Big" che parla di Then An Alley

Nel 1966 lavora come assistente alla regia di Lina Wertmüller in due musicarelli girati dalla regista in quell'anno, Rita la zanzara e Non stuzzicate la zanzara, entrambi con Rita Pavone e Giancarlo Giannini.
Nello stesso anno diventa il presentatore delle serate al Piper Club: è proprio in questo locale che debutta, l'anno seguente, l'opera beat Then an Alley, realizzata scegliendo 18 canzoni di Bob Dylan ed unendole insieme; tra gli interpreti vi è la cantante Penny Brown.
Nel 1967 continua l'attività di aiuto regista lavorando con Giorgio De Lullo, Giancarlo Menotti e Luigi Squarzina.

### Orfeo 9
Nel 1969 inizia a lavorare alla scrittura dell'opera rock Orfeo 9 che debutta il 23 gennaio 1970 al Teatro Sistina di Roma, grazie alla collaborazione di Garinei e Giovannini: lo spettacolo, assolutamente innovativo per l'Italia, riprende la forma del melodramma tradizionale innestandoci le sonorità della musica rock, ed è scritto interamente da Schipa, sia per il testo che per la musica, mentre agli arrangiamenti collabora Bill Elliott, il futuro direttore musicale del Cafè La MaMa di New York e del NY Shakespeare Festival.

Tito Schipa junior nel 1971 (foto tratta da Ciao 2001)

La vicenda sviluppata è la storia di un moderno Orfeo che deve salvare la sua Euridice dall'inferno della droga, ed affronta anche altre tematiche come l'ecologia e la ricerca della felicità; pur con qualche ingenuità rappresenta in maniera evidente quelle che erano le problematiche dei giovani di quella generazione.
Del cast fanno parte, tra gli altri, Monica Miguel, Simon Catlin, Giovanni Ullu e Andro Cecovini.
Il successo è notevole, al punto che due anni dopo viene realizzato un film televisivo, (trasmesso dalla Rai solo dopo tre anni e in orari di basso ascolto); inoltre la Fonit Cetra pubblica il disco doppio con le musiche dell'opera, che riscuote un successo di vendita notevole e duraturo nel tempo (testimoniato dalle numerose ristampe che vengono effettuate nel corso del tempo).
Per l'incisione del disco e per il film il cast subisce alcuni cambiamenti, e alla nuova realizzazione partecipano tra gli altri il futuro premio Oscar Bill Conti (arrangiamenti, direzione orchestrale e tastiere), Renato Zero, che impersona Il venditore di felicità, Loredana Bertè che interpreta una narratrice ed esegue i cori con Penny Brown e Marco Piacente, e ancora Edoardo Nevola, Eva Axén; tra i musicisti sono da citare Tullio De Piscopo alla batteria, i chitarristi Sergio Farina e Andrea Sacchi, e Santino Rocchetti come cantante in un brano.

### Cantautore

Tito Schipa jr. con Paola Pitagora (1971)

Il debutto come cantautore avviene nel 1971 con la pubblicazione del 45 giri Sono passati i giorni/Combat, con cui partecipa nello stesso anno alla Mostra Internazionale di Musica Leggera; la canzone sul lato B (che era apparsa già nella colonna sonora del film Policeman di Sergio Rossi nel 1969) viene censurata dalla Rai per i contenuti del testo.
Nel 1973 pubblica l'album Io ed io solo, contenente alcuni fra i suoi brani più noti: Non siate soli e Sono passati i giorni.
Dopo altre attività come compositore e come attore, pubblica nel 1982 un altro disco come cantautore, Concerto per un primo amore.

### Er Dompasquale
Nel 1976 Schipa fonda, insieme al drammaturgo Mario Moretti, il Teatro in Trastevere, e nello stesso anno vi presenta la sua commedia musicale L'isola nella tempesta; inizia poi a lavorare a Er Dompasquale, rielaborazione dell'opera Don Pasquale, di Gaetano Donizetti, che ottiene molto successo sia in Italia che all'estero, arrivando nel 1983 a essere rappresentata a Broadway in un adattamento curato da Joseph Papp.
Er Dompasquale viene anche pubblicato su LP dalla RCA Italiana in quello che è il primo disco triplo realizzato da un artista italiano.

### Dylaniato
A metà degli anni ottanta Tito Schipa torna a Bob Dylan, con cui aveva iniziato nel 1967 con l'opera pop Then an Alley, dedicandosi alla traduzione in italiano di tutti i testi delle canzoni del cantautore di Duluth: questo lavoro si concretizza nella pubblicazione di tre volumi per l'Arcana Editrice con le sue versioni dei brani di Dylan e in Dylaniato, disco che raccoglie alcune di queste canzoni arrangiate e cantate da Schipa.
L'esperienza positiva del lavoro sui testi di Dylan si ripete due anni dopo con la pubblicazione, sempre per l'Arcana, di un volume con le traduzioni delle poesie di Jim Morrison.

### Altre attività
Negli anni novanta Schipa continua la sua attività in vari campi, realizzando colonne sonore per film e spettacoli teatrali, dedicandosi alla redazione di una biografia sul padre (in occasione del centenario della nascita) e lavorando come autore radiofonico.
Si dedica inoltre all'attività di regista per vari allestimenti di opere liriche e realizza documentari: tre per la Rai e tredici per il canale tematico Gambero Rosso.
Inoltre è per qualche anno docente di drammaturgia del melodramma all'Università Orientale di Napoli, all'Accademia Musicale Claudio Monteverdi di Campobasso e all'Accademia di Belle Arti di Reggio Calabria, attività che proseguirà all'Università Popolare di Roma (UPTER). Attualmente è infatti impegnato presso l'UPTER di Roma in "Opera Full Immersion", una serie di seminari-spettacolo di "istigazione e assuefazione al melodramma" da lui ideati e condotti.
Ad agosto 2013 è uscito lo spartito di Orfeo 9, mentre nel 2015 è uscito, per la prima volta dopo quarant'anni dalla produzione della versione cinematografica dell'opera, il DVD di Orfeo 9 contenente il film e molti contenuti speciali in una edizione a tre dischi.

## Discografia

### Album in studio
- 1972 – Orfeo 9
- 1974 – Io ed io solo
- 1980 – Er Dompasquale
- 1983 – Concerto per un primo amore
- 1988 – Dylaniato

### Singoli
- 1971 – Sono passati i giorni/Combat
- 1972 – Per la strada/Da te per te
- 1974 – Io ed io solo/Non siate soli
- 1979 – Venditore di felicità/La città fatta a inferno

## Videografia
- 2015 - Triplo DVD di Orfeo 9 (Associazione Culturale Tito Schipa/La città sognata, LCS 1)

## Teatro
- 1967 - Then an alley, Opera Beat ideata e realizzata da Tito Schipa Jr. su temi musicali di Bob Dylan.
- 1970 - Orfeo 9, di Tito Schipa Jr.
- 1971 - Alceste, di Christoph Willibald Gluck. Ripresa dalla regia di Giorgio De Lullo
- 1976 - L'isola nella tempesta, di Mario Moretti, Tito Schipa Jr., Marco Piacente
- 1976 - Opera buffa, adattamento per ragazzi de Il barbiere di Siviglia di Gioachino Rossini. (Di Tonino Conte, ripresa dalla regia di Ruggero Rimini)
- 1980 - Er domPasquale, di Tito Schipa Jr., Roberto Bonanni, Gianni Marchetti.
- 1990 - L'amico Fritz, di Pietro Mascagni
- 2001 - La traviata, di Giuseppe Verdi
- 2006 - Herr Rossini, Signor Wagner, di Tito Schipa Jr.
- 2006 - De profundis - Secretum Theophili (Rendine), di Sergio Rendine
- 2006 - Il castello - L'onore dei Morra, di Nicola Samale
- 2007 - Salomè, di Richard Strauss. (Regista collaboratore di Giorgio Albertazzi)
- 2007 - Trittico '900 (William Walton, Francis Poulenc, Paolo Renosto).
- 2007 - Il Pastor di Corinto, di Alessandro Scarlatti
- 2009 - L'elisir d'amore, di Gaetano Donizetti
- 2010 - Il campanello, di Gaetano Donizetti
- 2012 - L'elisir d'amore, versione "ultraleggera" dell'opera di Gaetano Donizetti, ideata e diretta da Schipa Jr. al Teatro dei Satiri di Roma
- 2012 - L'elisir d'amore, di Gaetano Donizetti, diretto da Schipa Jr. al Teatro Politeama Greco di Lecce

## Libri
- 1988 - Mr. Tambourine - Tutte le canzoni e le poesie di Bob Dylan vol. 1, Arcana Editrice
- 1989 - Mr. Tambourine - Tutte le canzoni e le poesie di Bob Dylan vol. 2, Arcana Editrice
- 1989 - Deserto - Traduzioni delle poesie di Jim Morrison, Arcana Editrice
- 1990 - Mr. Tambourine - Tutte le canzoni e le poesie di Bob Dylan vol. 3, Arcana Editrice
- 1990 - Notte americana - Traduzioni delle canzoni di Jim Morrison, Arcana Editrice
- 1991 - Robert Johnson. In cerca del re del blues, Arcana Editrice
- 1992 - Schipa. A biography by Tito Schipa, Jr, edizioni Baskerville (non pubblicato in Italia)
- 1992 - The Doors - Secondo volume di traduzioni delle poesie di Jim Morrison, Arcana Editrice
- 1993 - Tito Schipa, edizioni Argo
- 2001 - Tempesta elettrica, Arnoldo Mondadori Editore (volume unico che racchiude Deserto e Notte americana)
- 2005 - ORFEO 9 - Il MAKING Storia, personaggi, fortune della prima opera rock italiana Editrice Zona
- 2008 - Tito Schipa, edizioni Argo. Ristampa dell'edizione del 1993
- 2013 - ORFEO 9. Spartito per canto e pianoforte con tablature per chitarra, edizioni Edup
- 2017 - ORFEO 9 - THEN AN ALLEY. Nella storia di due spettacoli musicali, una via alla rifondazione italiana dell'opera popolare, edizioni Argo

## Colonne sonore
- Policeman, regia di Sergio Rossi (regista) (1969)
- Gioco perverso, di Italo Moscati (1991)
- L'anniversario, di Mario Orfini (1999)
- Film, regia di Laura Belli (2000)
- Terra rossa, di Giorgio Molteni (2001)
- Generazioni d'amore - Le quattro americhe di Fernanda Pivano, di Ottavio Rosati (2001)

## Riconoscimenti
- 2011 – "Premio Qualità e Merito per la Musica" nell'ambito del Premio Internazionale di Cultura, promosso dal Centro Culturale Europeo “A. Moro” di Lecce
- 2011 – "Premio ProgressiVoice – Uomini e Miti" nell'ambito dell'Afrakà Festival di Napoli
- 2012 – Riconoscimento alla carriera per la "Prima Rassegna della Storica e Nuova Canzone d'Autore" dedicata a De Andrè svoltasi a La Spezia
- 2014 – Premio Speciale per i Diritti Umani 2014 in omaggio a Nelson Mandela nell'ambito del Premio Raffaello Sanzio 2014 promosso dall'Associazione Italia in Arte
- 2015 – Premio alla carriera per gli "OIM – Oscar Italiani del Musical", ricevuto sul palco del Teatro Brancaccio da Iaia Fiastri